# Hans Benedikter

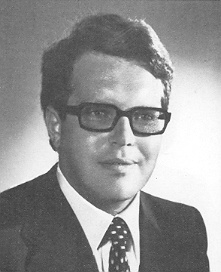
Hans Benedikter (1976)

Hans Benedikter (* 27. Jänner 1940 in Prettau, Südtirol/Italien) ist ein ehemaliger Regionalpolitiker und langjähriger Abgeordneter zur italienischen Abgeordnetenkammer der Südtiroler Volkspartei (SVP).

## Leben
Benedikter wurde als achtes Kind einer Bergbauernfamilie in Prettau im Ahrntal geboren. Er maturierte am Benediktiner-Gymnasium Seitenstetten in Niederösterreich und studierte anschließend moderne politische Geschichte an der Universität Wien, wo er 1962 promoviert wurde. Von 1958 bis 1961 arbeitete Benedikter als Journalist der österreichischen Tageszeitung Die Presse, anschließend bis 1972 für das Presseamt der Südtiroler Landesregierung in Bozen.
Benedikters politische Laufbahn begann 1961 in der Südtiroler Volkspartei (SVP). 1967 gehörte er erstmals dem Parteiausschuss an, 1970 erstmals der Parteileitung. Von 1970 bis 1976 war er weiters der erste SVP-Jugendreferent.
Sein erstes öffentliches Amt bekleidete Benedikter von 1967 bis 1971 als Bürgermeister seiner Heimatgemeinde Prettau. 1972 folgte seine erste Wahl in die italienische Abgeordnetenkammer, wo er bis 1992 ununterbrochen der SVP-Fraktion angehörte. Nach seinem Ausscheiden aus dem Parlament distanzierte sich Benedikter von der Südtiroler Volkspartei und zog sich auch aus der politischen Öffentlichkeit zurück.

## Werke
- Rebell im Land Tirol. Michael Gaismair, Europa Verlag, Wien 1970.
- Eurokommunismus. Der große Bluff, Athesia, Bozen 1978.
- Silvius Magnago. Ein Leben für Südtirol, Athesia, Bozen 1983.
- Die bitteren Früchte von Dayton, Amt für Europainitiativen der Region Trentino-Südtirol, Bozen 1997.
- Hexen und Zauberer in Tirol, Athesia, Bozen 2000.